# Megastes grandalis
Megastes grandalis là một loài bướm đêm trong họ Crambidae.